# Arne Olav Brundtland
Arne Olav Brundtland (1936–2024) fue un politólogo noruego. Fue investigador en el Instituto Noruego de Asuntos Internacionales (NUPI); y esposo de Gro Harlem Brundtland.

## Antecedentes y familia
Arne Olav Brundtland nació el 16 de octubre de 1936. Fue hijo del profesor Knut Brundtland (1898–1983) y la profesora Else Ragnhild Hoel (1902–1974). Se casó con Gro Harlem en 1960. Tuvieron cuatro hijos, entre ellos Knut Brundtland, uno falleció en 1992. En enero de 2006 sufrió un derrame cerebral. Falleció el 7 de junio de 2024 en el Hospital Diakonhjemmet en Oslo.

## Carrera
Brundtland obtuvo en 1962 el grado de magíster con la tesis «Nombramiento de representante comercial en Franco – un estudio sobre la actividad de los grupos de interés políticos». Escribió numerosos trabajos sobre política de seguridad europea y sobre las relaciones con la Unión Soviética. Se centró especialmente en el control de armas y fue investigador invitado en Harvard University sobre este tema.
Fue editor de la revista Internasjonal Politikk. Brundtland escribió dos libros de memorias, Gift med Gro (1996) y Fortsatt gift med Gro (2003).
Brundtland tenía una formación como Høyre-man. Fue activo en la Asociación Conservadora de Estudiantes y editor de la revista conservadora Minerva.